# 花山院家定
花山院 家定（かさんのいん いえさだ）は、鎌倉時代後期の公卿。権大納言・花山院家教の子。官位は従一位・右大臣。金光院入道右大臣と号す。花山院家9代当主。

## 経歴
以下、『公卿補任』、『尊卑分脈』、『花園天皇宸記』の内容に従って記述する。
- 弘安8年（1285年）8月11日、叙爵。
- 弘安10年（1287年）12月9日、侍従に任ぜられる。
- 正応元年（1288年）1月5日、従五位上に昇叙。11月21日には正五位下に昇叙され、12月24日に禁色を許された。
- 正応2年（1289年）2月24日、従四位下に昇叙され、3月26日にはさらに従四位上に昇叙。
- 正応3年（1290年）1月13日、左中将に任ぜられる。10月29日には正四位下の昇叙。
- 正応5年（1292年）5月15日、右中将に移り[1]、同時に春宮権亮を兼ねる。
- 永仁4年（1296年）1月5日、従三位に叙される。右中将は元の如し。
- 永仁5年（1297年）8月26日、父家教が薨去したために喪に服す。
- 永仁6年（1298年）5月23日、正三位に叙される。
- 正安3年（1301年）、参議に任ぜられる。
- 乾元元年（1302年）、従二位に昇叙され、3月22日には権中納言に昇任。
- 嘉元3年（1305年）12月30日、権大納言に昇任。
- 延慶元年（1308年）9月17日、正二位に昇叙。
- 正和4年（1315年）7月21日、右近衛大将を兼ねる。
- 文保元年（1317年）冬から籠居して出仕しなくなり、文保2年（1318年）3月に出仕するも再び籠居した[2]。同年8月15日、任大臣の兼宣旨があり、8月24日には右大臣に任ぜられた。右大将は元の如し。12月10日に右大将を辞した。
- 元応元年（1319年）1月5日、従一位に昇叙。4月10日、右大臣を辞した。
- 興国3年/康永元年（1342年）4月28日、薨去。

## 一条内経との争い
『増鏡』第十三「秋のみ山」には文保2年（1318年）3月の後醍醐天皇即位の時の行列で一条内経と行列の序列を争ったことが見える。この時、一条内経は正二位行権大納言兼左大将であるが、権大納言としての席次は家定が上であった。一条内経は摂関家の人であるが父内実が摂関にならず内大臣で薨去したため、一条内経は家定達と同格扱いだという主張を家定はしたようである。さらに延慶元年（1308年）に家定が正二位に昇叙された時も、先に一条内経が正二位に昇ったことを恨んで訴え、一条内経と同日付けで正二位に昇叙されたことにしてもらったという。家定がしばしば籠居した背景には一条内経との争いが関係しているようである。しかも一条内経は薨去時の花園天皇の評にある通り、酒に溺れる面があり特段に能力があったわけではなかったようなので、家定にとっては自ずと格上扱いする気持ちになれなかったのであろう。
岡野友彦は、鎌倉時代に「権門」といえば院や摂関家であり、西園寺家などの清華家は「権門」とは言えないと主張している。しかし、後に久我通相が同じく摂関家の鷹司冬通と昇進争いをしているように、一条家や鷹司家を摂関家とは言うもののあくまでも「分家」と見る清華家出身者もいたことになる。花山院家と久我家は家の始まりが院政期まで遡るのに対し、一条家と鷹司家は鎌倉時代になってから起こした家であると見る向きがあったと考えられる。
なお、花山院家では家定の父家教は大臣に昇進せず早世し、家定の子は良定と経定が公卿に昇ってから相次いで没し、ようやく三男の長定が家を継いでゆくのだが、家定にとっては家の継承に不安要素が存在したと言う事ができる。そうした不安要素から、花山院家にとってはことさらに家の序列を強く主張する必要性が生じていたと考える事ができる。しかも後伏見天皇の生母藤原経子と後醍醐天皇の生母藤原忠子は花山院家の分家である五辻家の出身である。
また、九条忠家についての論文を発表している三田武繁は、当時の公家社会の考え方では、摂関家の地位はたとえ在任期間が短くても親子が代々絶えること無く摂関の地位に就かなければその資格を喪失してしまう、と考えられており、後嵯峨上皇の勅勘を受けて右大臣を更迭された九条忠家は最早摂関に就けないと当時の公家社会からでは考えられて、九条家も摂関家の地位から転落したとみなされていたのに、文永10年（1273年）に忠家が縁戚の西園寺家の協力を受けて失脚から21年目に関白に就任したことに公家社会から前代未聞とする反発を受けたことを指摘している。三田は九条忠家と似た事例として一条内経を挙げており、内実が摂関に就かずに死去した時点で一条家は摂関家の地位から転落したと考える公家がいたとしても不自然では無く、家定が内経を「ただ人」と呼んだのもそれに基づくものとしている。しかし、実際には内実は死去当日に内覧の宣旨を受けており、この時点で摂関の地位にあったと解釈されたことで、（家定の理解とは異なって）息子の内経に摂関の就任資格があると判断されたという。

## 系譜
- 父：花山院家教
- 母：法性寺雅平の娘
- 妻：中御門為方の娘
  - 男子：花山院良定（1301-1312）
- 妻：六条有房の娘
  - 二男：花山院経定（1300-1326）
- 妻：鷹司長雅の娘
  - 三男：花山院長定（1318-1355以降）※没年は『園太暦』の記事に基づく。
- 生母不明の子女
  - 男子：尊浄
  - 男子：尊兼（-1312）
  - 男子：定伊
  - 男子：経雲
  - 女子：近衛経忠正室
  - 女子：花山院師賢室 - 妙光寺内大臣母。長定の姉